# Amyris amazonica
Amyris amazonica är en vinruteväxtart som beskrevs av Cornejo & Kallunki. Amyris amazonica ingår i släktet Amyris och familjen vinruteväxter. Inga underarter finns listade i Catalogue of Life.